# That Old Feeling (песня)
«That Old Feeling» (с англ. — «Это старое чувство») — популярная песня о ностальгии, написанная Сэмми Фейном на слова Лью Брауна. Она была опубликована в 1937 году. Песня впервые появилась в фильме «Вок 1938-го года», где её исполнила Вирджиния Веррилл. Композиция была номинирована на премию «Оскар» за лучшую оригинальную песню.
Песня сразу же стала хитом в версии, записанной Шепом Филдсом и его ритм-оркестром Rippling Rhythm Orchestra, которая, как считается, провела четырнадцать недель в чартах в 1937 году, четыре на первой строчке. Версия также была записана Яном Гарбером, которая заняла 10-е место в чарте. В 1952 году она была включена в фильм Сьюзен Хэйворд «С песней в моем сердце», где Джейн Фроман исполнила её в дубляже для Хейворд. Патти Пейдж, а также Фрэнки Лэйн и Бак Клейтон записали хитовые версии песни в 1955 году. Бетти Хаттон исполнила ее в «Весеннем воссоединении» (1957). У Фрэнка Синатры была хитовая версия в 1960 году с альбома Nice 'n' Easy. Название песни было дано фильму 1997 года с Бетт Мидлер и Деннисом Фариной в главных ролях, где её исполнили Луи Армстронг и Оскар Питерсон.